# Final da Taça de Portugal de 2019–20
A Final da Taça de Portugal de 2019–20 foi a final da 80ª edição da Taça de Portugal, competição organizada pela Federação Portuguesa de Futebol. A final foi disputada a 1 de agosto de 2020, no Estádio Cidade de Coimbra, entre o SL Benfica e o FC Porto. O FC Porto venceu o jogo por 2-1 e conquistou a 17ª Taça de Portugal da sua história.

## Estádio
Devido à pandemia de COVID-19, o Estádio Nacional do Jamor não foi escolhido para receber a final. Para este jogo foi escolhido o Estádio Cidade de Coimbra. Inaugurado em 2003 e com uma lotação de 29.744 lugares, foi a 1.ª Final da Taça de Portugal que este estádio recebeu.

## Jogo
| 1 de agosto de 2020 | Benfica                    | 1 – 2 | Porto          | Estádio Cidade de Coimbra, Coimbra               |
| 20:15               | Carlos Vinícius 84' (pen.) |       | Mbemba 47' 59' | Público: 0 Árbitro: Artur Soares Dias (AF Porto) |